# Germán Suárez Flamerich
Germán Suárez Flamerich, né le 10 avril 1907 à Caracas (Venezuela) et mort le 24 juin 1990 au même endroit, est un universitaire, avocat, diplomate et homme d'État vénézuélien. Il est président du Venezuela entre 1950 et 1952.

## Biographie
Il est le fils de J.M. Suárez et Clorinda Flamerich. Il est diplômé de l'école secondaire Liceo Caracas puis de l'université centrale du Venezuela. Alors qu'il est étudiant, il participe aux manifestations contre la dictature de Gómez en février 1928. À cause de cela, il est incarcéré en avril 1928 puis d'octobre à décembre 1929. En 1931, il obtient un doctorat en sciences politiques et en droit. Il devient ensuite professeur de droit civil à l'université centrale du Venezuela (de 1936 à 1941). En 1945, il est nommé doyen de la faculté de droit, servant à ce poste jusqu'en 1947.
Il est président ad honorem de la commission de contrôle des prix entre 1940 et 1941 puis député entre 1941 et 1944. Il est conseiller de la junte militaire (1948), ministre des Relations extérieures (1949-1950) et ambassadeur au Pérou (1950). Le 27 novembre 1950, il est appelé par la junte au pouvoir pour devenir président, après l'assassinat du chef de l'État, le colonel Carlos Delgado Chalbaud. Le 2 décembre 1952, l'armée reprend la présidence et la confie à un autre membre de la junte, Marcos Pérez Jiménez. Germán Suárez Flamerich part en exil pendant de nombreuses années. Il revient ensuite au Venezuela et y travaille comme avocat. Il meurt en 1990.

## Sources
- (en) Cet article est partiellement ou en totalité issu de l’article de Wikipédia en anglais intitulé « Germán Suárez Flamerich » (voir la liste des auteurs).